# Ética nicomáquea
Ética nicomáquea o Ética a Nicómaco (griego Ἠθικὰ Νικομάχεια, transliterado Ethika Nikomacheia; gen.: Ἠθικῶν Νικομαχείων, Ethikōn Nikomacheiōn; latín Ethica Nicomachea) es el nombre dado a la obra más conocida de Aristóteles sobre ética, escrita en el siglo IV a. C. Se trata de uno de los primeros tratados conservados sobre ética y moral de la filosofía occidental. Este escrito juega un rol importante en la definición de la ética aristotélica, consiste en diez libros, originalmente pergaminos, y su entendimiento está basado en notas de sus disertaciones en el Liceo. El título de la obra en ocasiones se asume que se refiere a su hijo Nicómaco. Junto con la Ética eudemia (los libros IV-VI coinciden en contenido con los libros V-VII de la Ética nicomáquea) y la Gran moral, forman el conjunto de los tratados acerca de ética de Aristóteles.
El tema de la obra es una cuestión socrática previamente explorada en las obras de Platón, sobre cómo deben vivir los hombres. Modo de vida lo denominó como eudaimonia, el cual se basaba en la contemplación teórica de temas nobles como la ciencia y la filosofía. Aristóteles sostuvo lo que hoy se llama una ética de las virtudes, siendo las virtudes más importantes las del alma, principalmente las que se refieren a la parte racional del hombre. La ética para Aristóteles es además, una cuestión más práctica que teórica, basada en el hábito y la costumbre. En otras palabras, no se trata solo de una contemplación del buen vivir, porque también apunta a crear un buen vivir. Por lo tanto, está conectado con el otro tratado práctico de Aristóteles de la Política, que trata de cómo debe obrar un legislador mirando hacia el bien de toda una comunidad.
La obra abarca un análisis de la relación del carácter y la inteligencia con la felicidad. Junto con el mensaje bíblico judeocristiano, constituye uno de los pilares fundamentales del pensamiento occidental acerca de la moral y la buena vida sobre los que posteriormente se erigió la ética occidental.

## Antecedentes y colocación de la obra
La Ética nicomáquea (conocida también como Ética a Nicómaco) es el primer tratado sistemático sobre la ética. Antes que él, Platón había abordado el tema en diversas obras, como el Protágoras, la República, el Filebo y en otros Diálogos, pero no con una modalidad tan sistemática. Otros filósofos contemporáneos a Aristóteles se mencionan en la presente obra, como por ejemplo Espeusipo y Eudoxio, de quien Aristóteles toma su definición del mal.
La virtud según Aristóteles depende del contexto y de las diferentes situaciones que vive un individuo. Es un hábito para decidir ante determinadas situaciones. No puede ser virtuoso de la misma manera un esclavo que un hombre libre, un rico que un pobre, un varón que una mujer. 
Como Platón y Sócrates, Aristóteles sostiene que la virtud lleva a la felicidad y esa es la base de la ética. A diferencia de Platón y Sócrates, Aristóteles enseña que la virtud no viene directamente del conocimiento, sino que requiere el hábito, que la felicidad no es un estado sino una actividad, y que el placer no es la felicidad sino una consecuencia de la virtud. Hay que destacar especialmente que el hombre tiene un fin en sí que proviene de su propia naturaleza racional, y que no es absorbido por los fines del Estado, sino que al contrario «individuo» y «estado», respecto de sus fines, coinciden. Aquí está la clave de lectura de la ética de Aristóteles: la finalidad del acto humano. Todo acto tiene un fin último, que es la felicidad, pero se puede buscar este fin en diversas cosas. Aristóteles muestra que el fin ha de ser específico del hombre, y esto es la contemplación, a la cual ayuda la virtud necesariamente, pues la virtud busca el medio que le da la recta razón del individuo. La contemplación es el acto más autosuficiente y estable y para la plena felicidad requiere también el placer. Un aspecto que entra en juego y que no se resuelve del todo directamente en el capítulo 7 del libro X es la inmortalidad, a la que Aristóteles alude varias veces en otras partes también.
El método de Aristóteles también difiere del de Platón, pues define claramente desde el final quiere hacer, propone argumentos en contra, muestra algunas dificultades y luego las resuelve. Es importante recordar que las obras de Aristóteles no eran libros destinados a la publicación sino más bien manuales, apuntes destinados a la enseñanza, o recordatorios para la enseñanza en el Liceo.
Dentro de las obras de Aristóteles, la Ética nicomáquea es de las últimas. Como Platón, había escrito en su juventud muchos diálogos y todos se han perdido. Ciertamente viene después de los tratados de lógica, pues menciona los Analíticos en VI, 3. Asimismo, Sobre el alma muestra un pensamiento menos preciso del alma que la presente obra, por lo que se cree que había sido elaborada con anterioridad. La Política viene después, pues X,9 la prepara directamente, en base VIII-IX, que versan sobre la amistad. Hay otra obra espuria sobre la ética, la Magna Moralia y una obra semejante pero probablemente previa, la Ética eudemia.

## Sobre el título de la obra
La historiografía actual considera que lo más probable es que no fuera el mismo Aristóteles quien diera nombre a la obra, sino que el título sea debido a alguien cronológicamente muy posterior, probablemente Andrónico de Rodas. 
Por ello, no se cree que Nicómaco, que era hijo de Aristóteles, fuera ni el autor ni el destinatario de la obra. Sí se ha sugerido la posibilidad de que el título se deba a que Nicómaco pudo corregir o editar la obra de su padre.

## Contenidos

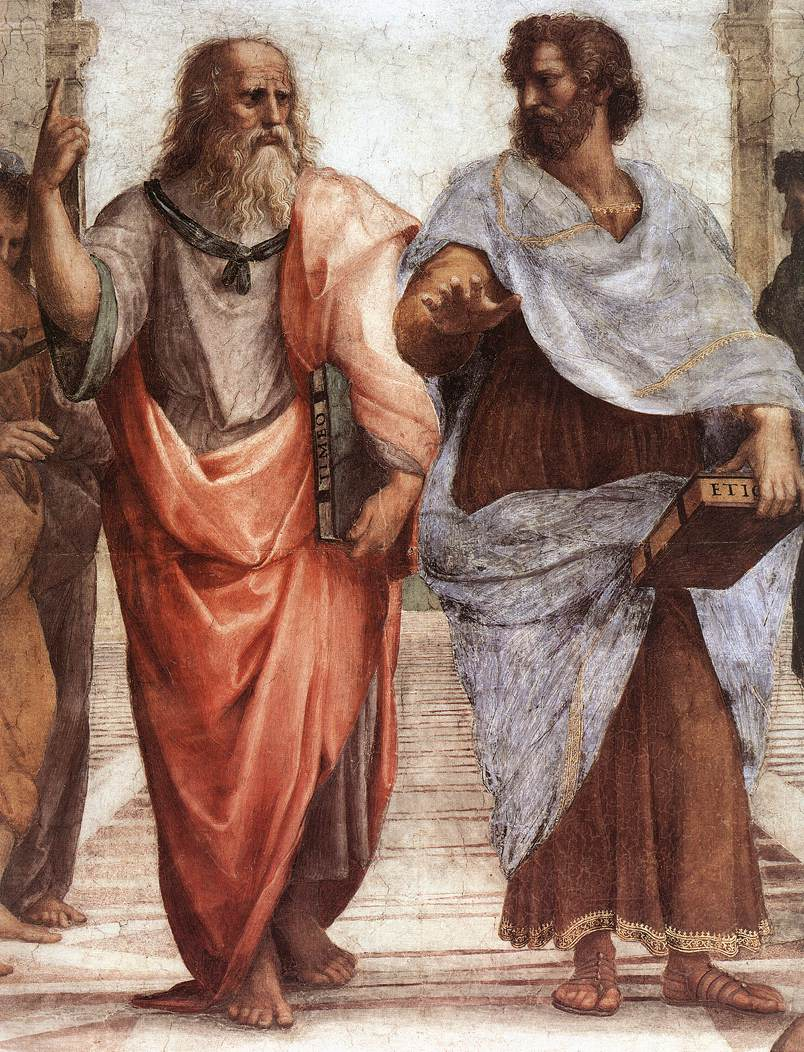
Aristóteles pintado por Rafael. Nótese que en la mano lleva el libro de la Ética.

### Libro I: Sobre el bien en general y sobre la felicidad
(Este Libro comprende trece capítulos)
Respecto a si la ética puede ser tratada de manera objetiva, Aristóteles señala que las "cosas hermosas y justas, sobre las que investiga la ética, implican gran desacuerdo e inconsistencia, de modo que se piensa que pertenecen solamente a la convención y no a la naturaleza". Por esta razón Aristóteles afirma que es importante no exigir demasiada precisión, como las demostraciones que exigiríamos a un matemático, sino tratar de los temas bellos y justos como "cosas aproximadas". Podemos hacer esto porque las personas son buenos jueces de lo que están familiarizados, pero esto a su vez implica que los jóvenes (en edad o en carácter), siendo inexpertos, no son adecuados para el estudio de este tipo de temas.
El capítulo 6 contiene una famosa digresión en la que Aristóteles parece cuestionar a sus "amigos" que "introdujeron las formas". Esto se entiende que se refiere a Platón y su escuela, famosa por lo que ahora se conoce como la Teoría de las Formas. Aristóteles dice que mientras "la verdad y los amigos" son amados, "es sagrado dar el más alto honor a la verdad". La sección es otra explicación de por qué la Ética no comenzará a partir de los primeros principios, lo que significaría empezar tratando de discutir "El Bien" como una cosa universal que todas las cosas llamadas buenas tienen en común. Aristóteles dice que mientras que todas las cosas diferentes llamadas buenas no parecen tener el mismo nombre por casualidad, quizás es mejor "dejar por ahora" porque este intento de precisión que "estaría mejor en otro tipo de investigación filosófica" , y no parece ser útil para discutir cómo determinados seres humanos deben actuar, de la misma manera que los médicos no necesitan filosofar sobre la definición de la salud para tratar cada caso. En otras palabras, Aristóteles insiste en la importancia de su distinción entre la filosofía teórica y la práctica, y la Ética a Nicómaco es filosofía práctica.

#### Definir la "felicidad" (eudaimonia) y el objetivo de la Ética
La corriente principal de discusión comienza la apertura del capítulo 1, con la afirmación de que todas las artes técnicas, todas las investigaciones (todos los métodos, incluyendo la ética en sí), todas las acciones deliberadas y la elección, apuntan hacia algún bien aparte de ellos mismos. Aristóteles señala el hecho de que muchos objetivos son realmente solo objetivos intermedios, y solo se desean porque hacen posible el logro de objetivos superiores.
En el capítulo 2, Aristóteles afirma que hay un objetivo más elevado, eudaimonia (tradicionalmente traducido como "felicidad"), y debe ser el mismo que el objetivo que debe tener la política, porque lo mejor para un individuo es menos hermoso (kalos) y divino (theios) que lo que es bueno para un pueblo (ethnos) o ciudad (polis). 
El capítulo 3 continúa diciendo que la ética, a diferencia de otros tipos de filosofía, es inexacta e incierta. Aristóteles dice que sería irrazonable esperar demostraciones de estilo matemático estricto, pero "cada hombre juzga correctamente las cuestiones con las que está familiarizado".
El Capítulo 4 afirma que si bien la mayoría aceptaría llamar felicidad al objetivo más elevado de la humanidad (eudaimonia), y también equiparar esto con el vivir bien y hacer bien las cosas, hay disputa entre las personas y entre la mayoría (hoi polloi) y "el sabio ". 
El capítulo 5 distingue tres modos de vida distintos que las diferentes personas asocian con la felicidad. 
- La forma esclava del placer, que es la forma en que la mayoría de la gente piensa en la felicidad.
- La manera refinada y activa de la política, que apunta al honor (el honor mismo implica la actividad superior de los que son sabios y conocen y juzgan).
- El camino de la contemplación. Aristóteles también menciona otras dos posibilidades que sostiene que pueden ser puestas a un lado:
- Tener virtud, pero estar inactivo, incluso sufriendo males e infortunios, que Aristóteles dice que nadie consideraría a menos que estuvieran defendiendo una hipótesis. (Como señala Sachs, esto es como Platón representa a Sócrates en sus Gorgias).
- La producción de dinero, que Aristóteles afirma como una vida basada en apuntar a lo que es perseguido por la necesidad para lograr metas superiores, un bien intermedio.Cada uno de estos tres modos de vida felices comúnmente propuestos representa objetivos a los que algunas personas apuntan por su propio bien, al igual que apuntan a la felicidad misma por su propio bien. En cuanto al honor, el placer y la inteligencia (nous) y también todas las virtudes, conducen a la felicidad, y aunque no lo hiciéran también las perseguiríamos.

La felicidad en la vida entonces, incluye las virtudes, y Aristóteles añade que incluiría la autosuficiencia (autarkeia), no la autosuficiencia de un ermitaño, sino de alguien con una familia, amigos y comunidad. Por sí mismo esto haría la vida digna de elegir. Para describir más claramente lo que es la felicidad, Aristóteles pregunta cuál es el trabajo (ergon) de un ser humano. Todos los seres vivos tienen la nutrición y el crecimiento como un trabajo, todos los animales (según la definición de animal que Aristóteles usó) lo tendrían percibir como parte de su trabajo, pero ¿qué es más particularmente humano? La respuesta según Aristóteles es que debe implicar el discurso articulado (logos), incluyendo estar abierto a la persuasión por el razonamiento, y pensar las cosas. La felicidad humana no solo involucrará la razón, sino que también será la de un ser activo en el trabajo (energeia), no solo la felicidad potencial. Y será durante toda la vida, porque "una golondrina no hace una primavera". La definición dada es por lo tanto:
```
"El bien del hombre es el ejercicio activo de las facultades de su alma en conformidad con la excelencia o virtud, o si hay varias virtudes o virtudes humanas, de conformidad con la mejor y más perfecta entre ellas. Por otra parte, ser feliz lleva una vida completa; porque una golondrina no hace una primavera."
```

Y porque la felicidad se describe como una obra o función de los seres humanos, podemos decir que así como contrastamos los arpistas con arpistas serios, la persona que vive bien y maravillosamente de esta manera activamente racional y virtuosa será un humano "serio" (spoudaios).
Como ejemplo de opiniones populares sobre la felicidad, Aristóteles cita una "antigua y aceptada por los filósofos". De acuerdo con esta opinión, que él dice que es correcta, las cosas buenas asociadas con el alma son más esenciales y especialmente buenas, en comparación con las cosas buenas para el cuerpo, o las cosas buenas externas. Aristóteles dice que la virtud, el juicio práctico y la sabiduría, y también el placer, todos están asociados con la felicidad, y de hecho una asociación con la abundancia externa, es coherentes con esta definición.
Si la felicidad es virtud, o una cierta virtud, entonces no debe ser simplemente una condición de ser virtuoso, potencialmente, sino una verdadera manera de virtuosamente "estar trabajando" como humano. Como en los Juegos Olímpicos antiguos, "no son los más bellos ni los más fuertes los que son coronados, sino los que compiten". Y tal virtud será buena, hermosa y agradable, de hecho Aristóteles afirma que en la mayoría de los pueblos los diferentes placeres están en conflicto entre sí, mientras que "las cosas que son agradables a aquellos que están apasionadamente dedicados a lo bello son las cosas que son agradables por naturaleza y de esta forma son acciones de acuerdo con la virtud ". Los bienes externos también son necesarios en una vida tan virtuosa, porque una persona que carece de cosas como la buena familia y los amigos podría tener dificultades para ser feliz.

#### Preguntas que se podrían plantear sobre la definición
En los capítulos 9-12, Aristóteles aborda algunas objeciones o preguntas que podrían plantearse en contra de su definición de la felicidad.
En primer lugar, considera la definición de felicidad en contraste con una vieja pregunta socrática (que se encuentra, por ejemplo, en el Menón de Platón) de si la felicidad puede ser resultado del aprendizaje, del hábito o del adiestramiento, o quizás del favor divino o incluso del azar. Aristóteles dice que admite ser compartida por algún tipo de aprendizaje y de requerir esfuerzos. Pero a pesar de esto, aunque no sea divina, es una de las cosas más divinas, y "porque que se deje al azar lo más grande y lo más hermoso sería demasiado discordante".
En cuanto a la importancia del azar a la felicidad, Aristóteles sostiene que una persona feliz en el trabajo de acuerdo con la virtud "soportará lo que la desgracia trae mejor y en completa armonía en cada caso". Solo muchas grandes desgracias limitarán la bendición de tal vida, pero "incluso en estas circunstancias algo hermoso resplandece".
Una vez más, volviendo a la divinidad de la felicidad, Aristóteles distingue la virtud y la felicidad diciendo que la virtud, a través de la cual la gente "se hace apta para realizar bellas acciones" es digna de elogio, mientras que la felicidad es algo más importante, como Dios ", ya que cada uno de nosotros hace todo lo demás por causa de esto, y establecemos la fuente y la causa de las cosas buenas como algo honrado y divino ".

#### De la definición de la felicidad a la discusión de la virtud: introducción al resto de la ética
Aristóteles afirma que podemos aceptar útilmente algunas cosas dichas sobre el alma (claramente una referencia a Platón), incluyendo la división del alma en partes racionales e irracionales, y la división adicional de las partes irracionales en dos partes:
- Una parte irracional del alma humana no es «humana», sino «vegetativa» y, a lo sumo, trabaja durante el sueño, cuando la virtud es menos obvia.
- Sin embargo, una segunda parte irracional del alma humana es capaz de compartir la razón de alguna manera. Lo vemos porque sabemos que hay algo "deseoso y generalmente apetitivo" en el alma que puede, en diferentes ocasiones en diferentes personas, o bien oponerse a la razón, o obedecerla, siendo así racional.

Las virtudes se dividen de la misma manera en virtudes intelectuales (dianoéticas), y las virtudes del carácter (virtudes éticas o morales) pertenecientes a la parte irracional del alma, que pueden tomar parte en la razón.
Estas virtudes de carácter, o "virtudes morales", como a menudo se traducen, se convierten en el tema central del Libro II. El aspecto intelectual de la virtud será discutido en el Libro VI.

### Libro II: Naturaleza de la virtud ética
(Este libro comprende nueve capítulos)
En este segundo libro el autor se propone abordar la definición de la virtud. Aristóteles afirma que la virtud no nace en la naturaleza del individuo, aunque reconoce que es natural la capacidad de entender estas virtudes y perfeccionarlas con la costumbre. Es por ello que la virtud es el hábito por el que el hombre se hace bueno y realiza bien la obra que le es confiada». Aventura tres posibilidades al respecto: «actuar en sometimiento a [la razón]», «cualidad de obrar de la mejor manera en relación con el placer y el dolor» y, finalmente, «la disposición o hábito de elegir el medio relativo a nosotros en acciones y emociones, determinado por la razón y tal como lo determinaría un hombre prudente». Aristóteles distingue entre la virtud moral (ethos), o de carácter, y la virtud intelectual (que se desdobla en Sabiduría en la teoría y en Prudencia en la práctica). En tanto que busca un medio entre vicios y una clase de estado para realizar las mejores acciones que mantenga la relación con el placer y el dolor, la virtud moral hace bueno al ser humano. El arte solo requiere conocimiento, pero la virtud requiere elección racional y ejercicio constante de la misma. Es difícil ser bueno porque es difícil encontrar el medio, y la función de la educación es precisamente ayudar a alcanzarlo. Entre el exceso y el defecto el punto medio es la virtud o magnificencia y Aristóteles llama a los dos extremos más distantes como contrarios.
Aristóteles dice que mientras que la virtud intelectual necesita enseñanza, experiencia y tiempo, la virtud del carácter (virtud moral) surge como consecuencia de seguir los hábitos correctos. Según Aristóteles, el potencial de esta virtud está por naturaleza en todos los seres humanos, pero si las virtudes llegan a estar presentes o no, no está determinado por la naturaleza humana.
Aristóteles dice que podemos describir las virtudes como las cosas que son destruidas por la deficiencia o el exceso. Alguien que huye se convierte en un cobarde, mientras que alguien que no teme nada es temerario. De esta manera, la virtud "valentía" se puede ver como un "término medio" entre dos extremos. Las personas se habitúan bien realizando acciones virtuosas, posiblemente por la guía de los maestros o la experiencia, y a su vez estos hábitos se convierten en verdaderas virtudes donde elegimos las buenas acciones deliberadamente.
Según Aristóteles, el carácter correctamente entendido (es decir, la virtud o el vicio de una persona), no es cualquier tendencia o hábito, sino algo que afecta a cuando sentimos placer o dolor. Una persona virtuosa siente placer cuando realiza las acciones bellas o nobles (kalos). Una persona que no es virtuosa a menudo encontrará sus percepciones de lo que es agradable engañosas. Cuando una persona hace acciones virtuosas, por ejemplo por casualidad, o bajo consejo, todavía no es necesariamente una persona virtuosa. No es como en las artes productivas, donde lo que se está haciendo es lo que se juzga como bien hecho o no. Para ser verdaderamente una persona virtuosa, las acciones virtuosas de uno deben cumplir tres condiciones: (a) son hechas a sabiendas, (b) son elegidas por su propio bien, y (c) son escogidas de acuerdo a una disposición estable (no a una capricho, o de cualquier manera que la persona que actúa podría cambiar fácilmente su elección). Y solo saber lo que serían virtuosas no es suficiente.
Comparando la virtud con las artes productivas (technai) como con las artes, la virtud del carácter debe ser no solo la realización de un buen ser humano, sino también la manera en que los humanos hacen bien su propio trabajo. Ser experto en un arte también puede ser descrito como un medio entre el exceso y la deficiencia: cuando están bien hechos decimos que no queremos quitar o añadir nada de ellos. Pero Aristóteles señala una simplificación en esta idea del término medio. En términos de lo que es mejor, buscamos un extremo, no un medio.
El capítulo 7 pasa de los comentarios generales a los específicos. Aristóteles da una lista de las virtudes y vicios del carácter que discute más adelante en los libros II y III. Como señala Sachs, parece que la lista no es especialmente fija, ya que difiere entre la Ética nicomáquea y la Ética eudemia, y también porque Aristóteles repite varias veces que se trata de un esquema aproximado.

### Libro III: Acciones voluntarias e involuntarias; fortaleza y templanza
Este libro se divide en tres partes, la primera (capítulos 1-5) trata de la voluntariedad, la segunda (capítulos 6-9) sobre la fortaleza, y la tercera (capítulos 10-12) sobre la templanza.

#### La voluntariedad
Aristóteles divide los actos del hombre en voluntarios e involuntarios. El acto involuntario se debe a un primer principio extrínseco al hombre, como la fuerza o la ignorancia. El acto no voluntario es un acto involuntario que no se lamenta. El acto involuntario surge cuando el individuo obra en estado de ignorancia y en estos casos se puede hacer una excepción para recurrir a la compasión e indulgencia sobre las consecuencias de estos actos. El acto voluntario se hace por el deseo. Ahora bien, la elección racional es más restringida que el acto voluntario, en el sentido que el acto está dentro de nuestro poder y no necesariamente según el apetito, sino que es fruto de una deliberación. Se delibera algo que se puede hacer, no sobre verdades ni sobre las acciones de otros; además, se deliberan los medios y no el fin, pues el fin no se escoge como fin sino que es natural y es el bien deseado según lo que se conoce (lo que el entendimiento presenta a la voluntad). Entendido así el acto voluntario, la virtud se aplica a cuanto conduce al fin e implica la responsabilidad del sujeto. 

#### La fortaleza
La fortaleza es el medio entre el temor y la confianza respecto a la muerte. La persona valiente actúa a pesar del temor pero no sin temor. El exceso de temor se llama cobardía, Y actúa con confianza pero sin exceso de confianza, que se llama precipitación. Sin embargo, la fortaleza se aplica más al temor que a la confianza, por ser este último más difícil de controlar, y busca el bien honesto cuando es difícil ver este bien superior. La característica fundamental de la verdadera fortaleza es que se basa en el carácter y no en el cálculo o en la preparación.

#### La templanza
La templanza es el medio respecto a los placeres, especialmente los del tacto, la comida y el sexo, que tenemos en común con los animales no racionales. Hay placeres naturales y placeres del individuo: por ello, errar en los placeres naturales es siempre un exceso, mientras que errar en los placeres individuales no siempre es excesivo. El dolor viene cuando el que no tiene esta virtud tampoco obtiene sus placeres. La intemperancia es más voluntaria que la cobardía, pues siempre viene con una elección positiva, haciéndola más censurable. El apetito debe siempre seguir lo que es noble como propuesto por la razón.
En el Capítulo 11 se tratan algunos deseos como el de la comida, la bebida, y el sexo, que son compartidos por todos de una manera determinada. Pero no todos tienen las mismas manifestaciones particulares de estos deseos. En los "deseos naturales" dice Aristóteles, pocas personas se equivocan, y siempre normalmente en una dirección, hacia demasiado. Lo que es justo sirve para satisfacer la necesidad de uno, mientras que las personas se equivocan, ya sea deseando más allá de esta necesidad, o deseando lo que no deben desear. Pero con respecto a los dolores, la templanza es diferente del valor. Una persona templada no necesita soportar dolores, sino que la persona intemperante siente dolor incluso con sus placeres, pero también por su anhelo excesivo de ellos.
Lo contrario es raro y, por lo tanto, no hay un nombre especial para una persona insensible a los placeres y el deleite. La persona templada desea las cosas que no son impedimentos para la salud, ni contrarias a lo bello, ni más allá de los recursos de esa persona. Tal persona juzga según la razón correcta (orthos logos).
En el Capítulo 12 se argumenta que la intemperancia es un vicio más bien elegido que la cobardía, porque busca positivamente el placer, mientras que la cobardía evita el dolor, y el dolor puede alterar la elección de una persona. Así que reprochamos más la intemperancia, porque es más fácil habitarse a sí mismo para evitar este problema. La forma en que los niños actúan también tiene cierta semejanza con el vicio de akolasia. Así como un niño necesita vivir por instrucciones, la parte deseante del alma humana debe estar en armonía con la parte racional. El deseo sin entendimiento puede volverse insaciable, e incluso puede afectar la razón.

### Libro IV: Examen de las virtudes éticas (cont.)
(Este libro comprende nueve capítulos)
El tema que afronta en este libro es el de las demás virtudes menos universales que la fortaleza y la templanza y muestra diversas situaciones en las que se puede encontrar un hombre. Entre estas virtudes están la generosidad y la magnificencia (que es la generosidad en niveles superiores por parte de quien la actúa, de las circunstancias y del objeto), la magnanimidad y la virtud que aplica la magnanimidad para con los inferiores, la ecuanimidad. También habla de algunas virtudes sobre la vida: el decir la verdad, el humor. Al final menciona la vergüenza, un sentimiento virtuoso que ayuda a los jóvenes a encontrar el medio en sus sentimientos.

#### Liberalidad o generosidad (eleutheriotēs)
Esta es una virtud que observamos cuando vemos cómo las personas actúan con respecto a dar dinero, y cosas cuyo valor se piensa en términos de dinero. Los dos extremos no virtuosos son el despilfarro y la avaricia. La avaricia es, obviamente, tomar el dinero demasiado en serio, pero el despilfarro, menos estrictamente hablando, no siempre es lo contrario (una subestimación de la importancia del dinero) porque también está a menudo causada por ser desenfrenado. Una persona despilfarradora es destruida por sus propios actos, y tiene muchos vicios a la vez. El enfoque de Aristóteles para definir el equilibrio correcto es tratar el dinero como cualquier otra cosa útil, y decir que la virtud es saber cómo usar el dinero y dar a las personas adecuadas, la cantidad correcta en el momento adecuado. Además, como con cada una de las virtudes éticas, Aristóteles enfatiza que tal persona recibe placeres y dolores al hacer lo bello y lo virtuoso. Aristóteles se desvía ligeramente de su manera de enfatizar que la generosidad no es una virtud asociada con hacer dinero, porque, señala, una persona virtuosa es normalmente alguien que hace cosas hermosas, en lugar de simplemente ser un destinatario. Aristóteles también señala que "la gente generosa es amada prácticamente por la mayor parte ya que otorga beneficios, y esto consiste en dar" y no niega que la gente generosa a menudo no será adecuada para mantener su riqueza , y son a menudo fáciles de engañar. Aristóteles va más allá en esta dirección diciendo que puede parecer que es mejor ser un despilfarrador que ser mezquino: un despilfarrador es curado por la edad, y por el agotamiento de los recursos, y si no son simplemente personas sin restricciones, entonces son más necias que viciosas y mal educadas. Además, una persona despilfarradora al menos beneficia a alguien. Aristóteles señala también que lo que la mayoría de la gente que llamamos despilfarro no solo es un derroche en el sentido contrario a ser generoso, sino que también es desenfrenado y tiene muchos vicios a la vez. Tales personas son en realidad a menudo derrochador y tacaño al mismo tiempo, y al tratar de ser generosos sacan lo que dan de fuentes de donde no deberían (por ejemplo chulos, prestamistas, jugadores, ladrones), y lo dan a las personas equivocadas. Tales personas pueden ser ayudadas por la orientación, a diferencia de los tacaños, y la mayoría de la gente es algo tacaña. De hecho, según Aristóteles, la avaricia es razonablemente llamada la opuesta a la generosidad, "porque es un mal más grande que el despilfarro, y porque la gente se equivoca con más frecuencia que con el tipo de derroche descrito".

#### Magnificencia
La magnificencia se describe como una virtud similar a la generosidad, excepto que se trata de gastar grandes cantidades de riqueza. Aristóteles dice que mientras "el hombre magnífico es liberal, el hombre liberal no es necesariamente magnífico". Los vicios inmoderados en este caso estarían relacionados con "hacer una gran exhibición en las ocasiones equivocadas y en el camino equivocado". Los extremos que se deben evitar para lograr esta virtud son la mezquindad y la insignificancia por un lado y la vulgaridad del otro. Aristóteles nos recuerda aquí que ya ha dicho que las disposiciones morales (hexeis) son causadas por las actividades (energeia) que realizamos, lo que significa que la virtud de una persona magnífica se puede ver de la manera que elige los actos magníficos correctos en los momentos correctos. El objetivo de la magnificencia, como cualquier virtud, es una acción hermosa, no para el hombre magnífico mismo, sino para las cosas públicas, de modo que incluso sus dones particulares tienen algún parecido con las ofrendas votivas. Debido a que está apuntando a un espectáculo, una persona con esta virtud no se centrará en hacer las cosas a bajo costo, lo que sería insignificante,ni tampoco en gastar demasiado. Así como con la liberalidad, Aristóteles ve un conflicto potencial entre algunas virtudes, y utilizar bien el dinero. Pero sí dice que la magnificencia requiere gastar según los medios, al menos en el sentido de que el pobre no puede ser magnífico. Los vicios de la mezquindad y la vulgaridad "no traen serio descrédito, ya que no son perjudiciales para los demás, ni son excesivamente indecorosos".

#### Magnanimidad o "grandeza de alma"
Libro IV, Capítulo 3. La magnanimidad es una latinización del griego original utilizado aquí, que fue megalopsuchia, que significa grandeza de alma. Por eso algunas traducciones modernas se refieren literalmente a la grandeza de alma. En particular, el término implicaba no solo la grandeza, sino una persona que se consideraba digna de gran cosa, o en otras palabras, una especie de orgullo. Aunque el término podría implicar una insinuación negativa del orgullo elevado, Aristóteles como de costumbre trata de definir lo que la palabra debe significar como una virtud. Dice que "no todo el que reclama más de lo que merece es vano". Ser vanidosos, o ser de alma pequeña, son los dos extremos que no logran el medio de la virtud de la magnanimidad.
Para tener la virtud de la grandeza de alma, y ser digno de lo más grande, uno debe ser bueno en un verdadero sentido, y poseer lo que es grande en todas las virtudes. Como señala Sachs: "La grandeza de alma es la primera de las cuatro virtudes que Aristóteles encontrará para exigir la presencia de todas las virtudes del carácter". Los otros son un tipo de justicia (1129b en el Libro V), phronesis o juicio práctico como lo demuestran los buenos líderes (1144b en el Libro VI), y tener verdaderamente buenos amigos (1157a en el Libro VIII). Aristóteles considera la magnanimidad como "una especie de adorno de las virtudes morales, porque las hace más grandes y no surgen sin ellas".
Aristóteles también se centra en la cuestión de cuáles son las cosas más grandes de que uno puede ser digno. Al principio dice que esto se habla en términos de bienes externos, pero observa que la mayor de estas debe ser honor, porque esto es lo que asignamos a los dioses, y esto es lo que la gente de la más alta posición tiene como objetivo. Pero él califica esto diciendo que en realidad las personas de gran alma se mantendrán moderadamente hacia todo tipo de buena o mala fortuna, incluso hacia el honor. El ser bueno, y ser digno de honor es más importante. (El desdén de una persona de gran alma hacia todo tipo de cosas que no sean buenas puede hacer que las personas de gran alma parezcan arrogantes, como una persona vana que no lo merece.) Leo Strauss señala que "existe un estrecho parentesco entre la justicia de Aristóteles y la justicia bíblica, pero la magnanimidad de Aristóteles, que significa que lo habitual de un hombre que reclama para sí grandes honores y que se merece estos honores, es ajeno a la Biblia ". Strauss describe que la Biblia rechaza el concepto de un caballero, y que esto muestra un enfoque diferente al problema de la ley divina en la civilización griega y bíblica.
Aristóteles enumera algunas características típicas de las personas de gran alma:
- No toman riesgos pequeños y no están dedicados a asumir riesgos, pero tomarán grandes riesgos, sin tener en cuenta su vida, porque una vida peor vale menos que una vida con honor. De hecho, hacen pocas cosas, y son lentos para comenzar en las cosas, a menos que haya un gran honor involucrado.
- No valoran lo que se estima popularmente, ni lo que los demás consideran bueno. Toman muy pocas cosas en serio y no están ansiosas.
- Gustosamente hacen favores, pero se avergüenzan de recibirlos, siendo capaces de olvidar un favor de otro, o de hacer uno mayor a cambio.
- Son francos al expresar sus opiniones y abiertos sobre lo que odian y aman. No ser así sería debido al temor, o la estima que uno tiene de las opiniones de otros sobre la suya.
- Llevan la vida como ellos eligen y no como se adapta a los otros, ya que esto sería ser como un esclavo.
- No se maravillan de nada, porque nada les parece grande.
- Debido a que esperan que otros sean menores y no se preocupen demasiado por sus elogios, no son capaces de odiar ni tener rencores, no son capaces de chismorrear, y ni siquiera están interesados en hablar mal de sus enemigos, excepto para insultarlos.
- No están dispuestos a quejarse de necesidades o asuntos pequeños, ni pedir ayuda, no queriendo dar a entender que tales cosas son importantes para ellos.
- Tienden a poseer cosas hermosas e inútiles, más que productivas.
- Tienden a moverse lentamente y hablar con una voz profunda y estable, en lugar de ser precipitados o agudos, ya que sería debido a la ansiedad.

#### Una ambición equilibrada respecto a los honores más pequeños
Libro IV, Capítulo 4. En paralelo con la distinción de escala ya establecida entre la generosidad normal y la magnificencia, Aristóteles propone que hay dos tipos de virtud asociados con los honores, uno relacionado con grandes honores, Magnanimidad o "grandeza de alma" y otro con honores más normales. Esta última virtud es una especie de correcto respeto por el honor, que Aristóteles no tenía palabra griega para designar, pero que dice que está entre ser ambicioso (philotimos) y no ambicioso (aphilotimos) con respecto al honor. Podría incluir una persona noble y viril con la ambición apropiada, o una persona menos ambiciosa que sea moderada y templada. Tener el equilibrio correcto en esta virtud significa buscar los tipos correctos de honor de los tipos correctos de fuente de honor. En contraste, el hombre ambicioso obtendría este equilibrio mal al buscar el exceso de honor de fuentes inapropiadas, y el hombre no ambicioso no desearía ser honrado apropiadamente por razones nobles.

#### Gentileza con respecto a la ira
Libro IV, Capítulo 5. La virtud de la gentileza es el medio correcto con respecto a la ira. En contraste, un vicio excesivo con respecto a la ira sería la irascibilidad o la rapidez a la ira. Tal persona sería injusta en las respuestas, estaría enojada con las personas equivocadas, y así sucesivamente. El vicio deficiente se encontraría en personas que no se defenderían. Ellos carecerían de espíritu y serían considerados necios y serviles. Aristóteles no niega que la cólera tenga un lugar en el comportamiento de una buena persona, pero dice que debe ser "con los fundamentos adecuados y en contra de las personas adecuadas, y también en la forma correcta y en el momento adecuado y por el tiempo adecuado". La gente puede equivocarse de muchas maneras, y Aristóteles dice que no es fácil acertar. Uno de los peores casos entre estos es el que permanece enojado durante demasiado tiempo.
Según Aristóteles, la virtud con respecto a la ira no sería guiada por las emociones (pathoi), sino por la razón (logos). Así, según Aristóteles, la ira puede ser virtuosa y racional en las circunstancias adecuadas, e incluso dice que una pequeña cantidad de exceso no es algo que valga la pena tampoco, y podría incluso ser elogiado como varonil y apto para el mando. La persona con esta virtud, sin embargo, tiende a errar por el lado del perdón en lugar de la ira, y la persona con una deficiencia en esta virtud, a pesar de parecer tonto y servil, estará más cerca de la virtud que alguien que se enoja con demasiada facilidad.

#### Algo sobre la cordialidad, entre ser obsequioso y grosero

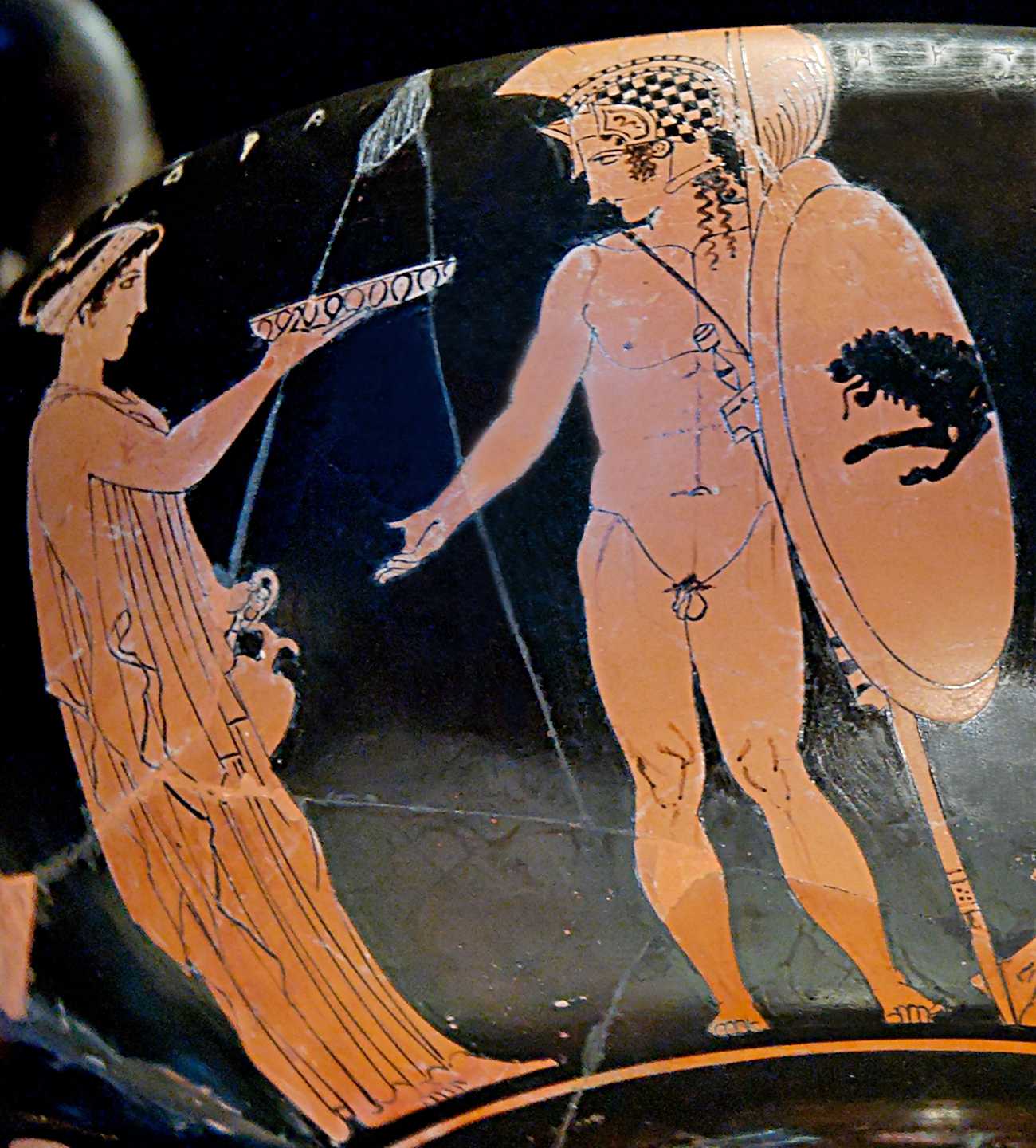
Aristóteles critica el coraje del héroe troyano Héctor.

Libro IV, Capítulo 6. Estas características se refieren a la actitud de las personas hacia si causan dolor a los demás. La persona obsequiosa (areskos) se preocupa demasiado por el dolor que causan a los demás, retrocede con demasiada facilidad, incluso cuando es deshonroso o dañino hacerlo, mientras que una persona ruda (duskolos) o querellante (dusteris) se opone a todo y lo hace no importa qué dolor causan a los demás, nunca comprometiéndose. Una vez más Aristóteles dice que no tiene una palabra griega específica para dar al medio virtuoso correcto que evita los vicios, pero dice que se asemeja a la amistad (philia). La diferencia es que la cordialidad se refiere al comportamiento hacia amigos y extraños por igual, y no implica el vínculo emocional especial que tienen los amigos. En cuanto a la verdadera amistad, véanse los libros VIII y IX.
Según Aristóteles, conseguir esta virtud también implica:
- Tratar de manera diferente con diferentes tipos de personas, por ejemplo personas en una posición superior a uno mismo, personas más o menos familiares para uno mismo, y así sucesivamente.
- A veces ser capaz de compartir el placer de los compañeros a costa de sí mismo, si este placer no es dañino o deshonroso.
- Estar dispuesto a experimentar el dolor en el corto plazo para conseguir un placer más largo o de una escala más grande.

Aparte del vicio de obsequiosidad, hay también la adulación, que es el tercer vicio por el cual alguien actúa de una manera obsequiosa para tratar de ganar alguna ventaja para sí mismo.

#### Honestidad sobre uno mismo: la virtud entre la jactancia y la autodepreciación

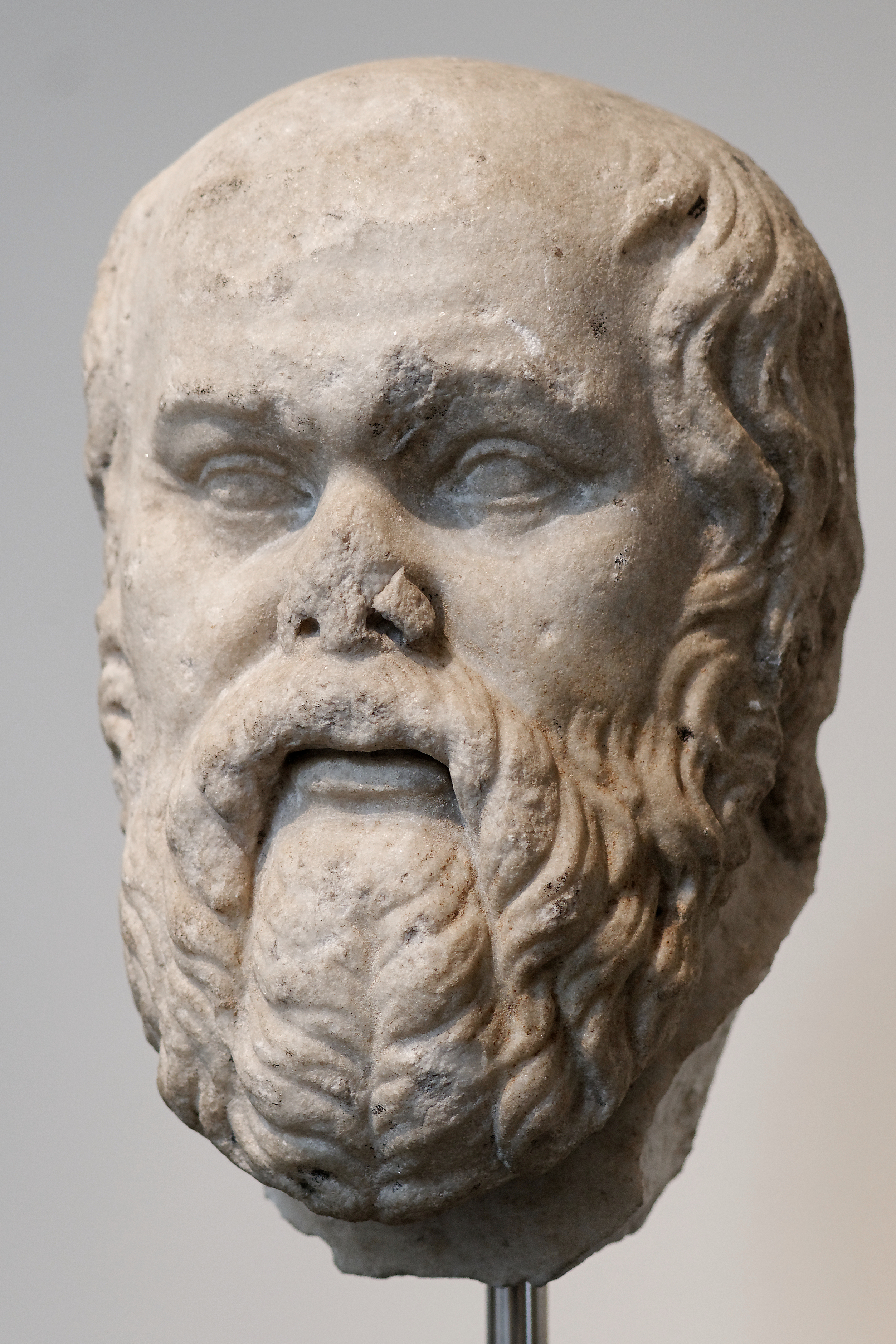
Sócrates usó la ironía, que Aristóteles considera un tipo aceptable de deshonestidad. Pero muchos filósofos pueden salirse con la jactancia deshonesta, lo que es peor.

Libro IV, Capítulo 7. Aristóteles describe dos tipos de vicios falsos: uno que exagera las cosas, la jactancia, y otro que subestima las cosas. Aristóteles señala que este es un ámbito muy específico de honestidad, en lo que se refiere a sí mismo. Otros tipos de deshonestidad podrían implicar otras virtudes y vicios, como la justicia y la injusticia.
Este es un tema similar al de la sobriedad y obsequiosidad, en cuanto a cómo interactuar socialmente en una comunidad. Ahora la discusión se refiere a lo franco que uno debe ser en lo concerniente a las propias cualidades. Sócrates usó la ironía, que Aristóteles considera un tipo aceptable de deshonestidad.
Una vez más, Aristóteles dijo que no tenía una palabra griega conveniente para dar al medio virtuoso y honesto en este caso, entre una persona que se jacta de calificaciones inapropiadamente, mientras que una persona que se autodeprecia excesivamente no hace ninguna afirmación a las cualidades que tiene, incluso se menosprecia. Por lo tanto, Aristóteles nombra al hombre virtuoso como una persona que reclama las buenas cualidades que tiene sin exageración ni subestimación. Como en muchos de estos ejemplos, Aristóteles dice que el exceso (jactancia) es más culpable que la deficiencia (ser auto-despectivo).
A diferencia del tratamiento de la adulación, descrito simplemente como un vicio, Aristóteles describe maneras en que una persona puede ser relativamente irreprensible si ocasionalmente es deshonestas acerca de sus propias cualidades, siempre y cuando esto no se convierta en una disposición fija para jactarse. Específicamente, según Aristóteles, la jactancia no sería muy culpable si el objetivo es el honor o la gloria, pero sería culpable si el objetivo es el dinero.
Partes de esta sección son notables debido a las implicaciones para la práctica de la filosofía. En un punto Aristóteles dice que ejemplos de áreas donde la jactancia deshonesta por ganancia podría pasar desapercibida, y ser muy culpable, serían la profecía, la filosofía o la medicina. Esto parece ser una crítica de los sofistas contemporáneos suyos. Pero aún más notable es el hecho de que uno de los vicios en discusión, la autodepreciación (eirôneia griega de la cual viene la "ironía" moderna) es un adjetivo que fue y es usado a menudo para describir a Sócrates. Aristóteles incluso menciona específicamente a Sócrates como un ejemplo, pero al mismo tiempo menciona (continuando con el tema) que el vicio menos excesivo es a menudo menos culpable.

#### Ser ingenioso o encantador
El tema de esta discusión es la virtud de ser ingenioso, encantador, tener tacto, y generalmente decir las cosas correctas cuando se habla informalmente, en nuestro ocio, que Aristóteles dice que es una parte necesaria de la vida. En contraste, un bufón nunca puede resistirse a hacer ninguna broma, y el vicio deficiente en este caso es una persona inculta que no tiene chistes, y es inútil en una conversación informal. Es difícil establecer reglas fijas sobre lo que es divertido y lo que es apropiado, por lo que una persona con esta virtud tiende a ser como un legislador que hace leyes adecuadas para sí mismo.

#### Sentido de la vergüenza (no es una virtud)
Capítulo 9. El sentido de la vergüenza no es una virtud, sino más bien un sentimiento que es un rasgo de carácter estable (hexis). Es un miedo, y solo es apropiado en los jóvenes, que viven para el sentimiento, pero son retenidos por el sentimiento de vergüenza. No deberíamos elogiar a las personas mayores por esa sensación de vergüenza según Aristóteles, ya que la vergüenza debe referirse a actos hechos voluntariamente, y una persona decente no haría voluntariamente algo vergonzoso. Aristóteles menciona aquí que la autocontención tampoco es una virtud, sino que nos remite a una parte posterior del libro (Libro VII) para discutir esto.
Leo Strauss señala que este enfoque, así como la discusión de Aristóteles sobre la magnanimidad (arriba), están en contraste con el enfoque de la Biblia.

### Libro V: Examen de las virtudes éticas (cont.). La justicia
(Este libro comprende once capítulos)
Aristóteles dedica este libro a analizar la virtud de la justicia. Empieza induciendo la definición justicia a partir de la definición nominal y de cuanto se piensa cuando se oye la expresión "justicia". Afirma que la justicia es la virtud completa por cuanto refiere a otras personas, pues es más difícil ejercer la virtud con los demás que solamente consigo mismo. Así la virtud en general es justicia vista en relación con los demás.
Esta justicia es la justicia general. Existe también la justicia particular, que se divide asimismo en distributiva y transaccional, la distributiva que aplica una proporción geométrica entre varias cosas o personas; la transaccional que aplica una proporción aritmética. Luego, Aristóteles aplica esta distinción a la economía, y dice que la justicia es el medio entre cometer injusticia y sufrirla y consiste en la reciprocidad. Sin embargo, descubre que en este caso su fórmula de encontrar el medio no funciona igual que en las pasiones: el medio es la igualdad de la proporción. 
Trata luego de la relación entre la justicia y la ley, una relación necesaria para que el bien del otro se consiga, pues el hombre por sí mismo siempre busca el propio bien. Por ello, se necesita una ley. Aquí entra la política, pues existe una justicia natural que nadie puede transgredir y otra legal, que depende de las reglas adoptadas. La justicia legal se debe seguir una vez que se han aprobado las leyes. Esta justicia legal es variable porque los casos particulares se relacionan con las normas universales de manera distinta en cada ocasión.
Aristóteles explica a continuación los diversos agravios en relación con la justicia, y luego afirma que quien sufre alguna injusticia no lo puede hacer de modo voluntario. Asimismo, nadie puede hacer injusticia a sí mismo, por ejemplo, por medio del suicidio. La equidad supera la justicia en el sentido de corregir la ley en ciertos casos particulares, pues la regla universal no contempla cada situación particular.

### Libro VI: Examen de las virtudes intelectuales

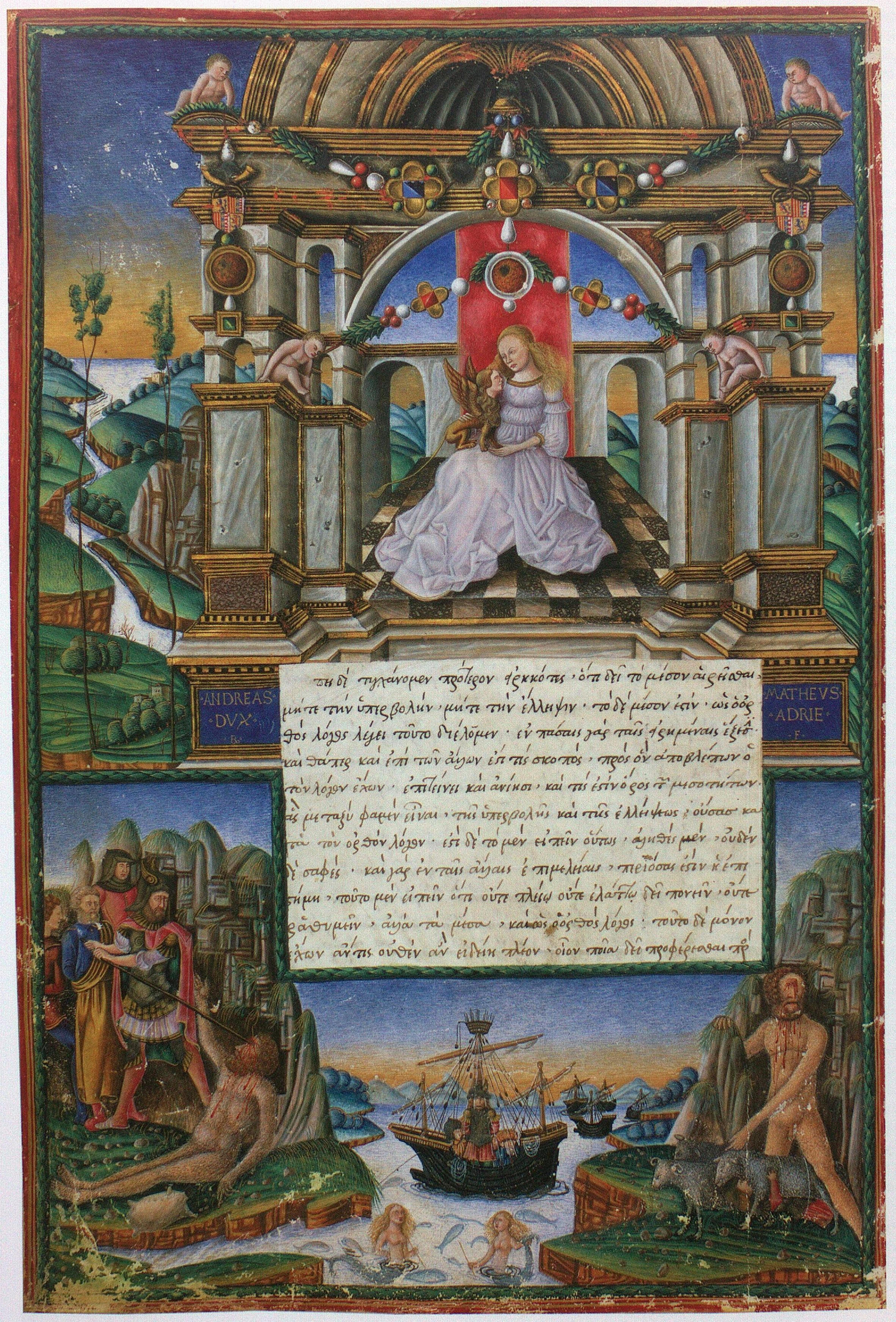
El comienzo del sexto libro de Ética a Nicómaco en el manuscrito hecho para Andrea Matteo Acquaviva a finales del.

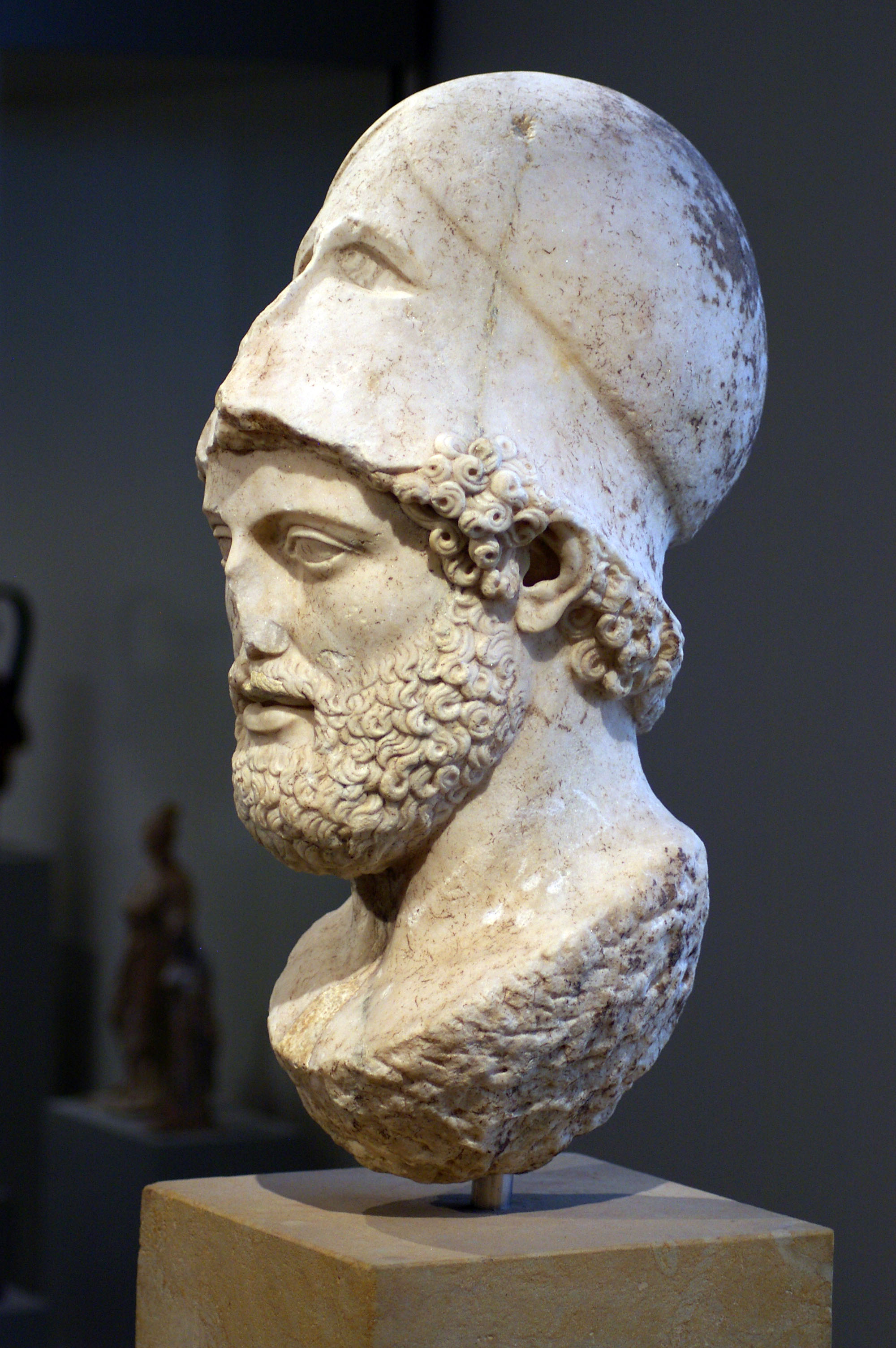
"[S]i consideramos a Pericles y a los personajes de esta condición como prudentes, es porque son capaces de ver lo que es bueno para ellos y para los hombres que ellos gobiernan".

El libro sexto es quizás el más importante para entender la ética de Aristóteles, porque, como él mismo dijo al inicio de la obra, la verdad es el bien superior, y este capítulo trata de la facultad del hombre que consigue este bien, el entendimiento. Además, es el intelecto el que nos dice dónde está el medio debido para realizar los actos virtuosos.
La primera cosa que hace es parafrasear lo que había dicho en I, 13: hay dos partes del alma. Y distingue esta vez las sub-partes de la razón, que serían el intelecto especulativo y el intelecto práctico, a los cuales corresponden la sabiduría y la sabiduría práctica (llamada prudencia) respectivamente. Tres cosas controlan el acto y la verdad en el alma: la percepción, el intelecto y el deseo. Pero los animales no racionales tienen percepción, así que no es el primer principio en el hombre. El intelecto práctico afirma y niega para que el deseo busque el bien y huya del mal. El bien del intelecto especulativo es la verdad. El bien del intelecto práctico es la verdad de acuerdo con el deseo recto. Así el primer principio de la acción como causa eficiente es la elección racional, es decir, de acuerdo con el fin; el principio de esto es el deseo, y así la elección racional requiere carácter. En otras palabras, el intelecto y el deseo se influyen mutuamente en el campo práctico, y la virtud depende del pensar y del carácter.
En el intelecto hay cinco virtudes: el arte, el conocimiento científico, la prudencia, la sabiduría, y el entendimiento. Ahora bien, el entendimiento, el conocimiento científico y la sabiduría se refieren a lo necesario, no a lo contingente, ni a lo que puede hacer el hombre. Por otro lado, el arte y la prudencia se refieren a lo que hace el hombre. 
La prudencia es una virtud que permite descubrir el bien presente en una acción a realizar. Es la virtud intelectual del obrar humano, no solo en el sentido de obrar bien, sino de llegar a ser bueno por medio del obrar, pues ayudará a encontrar los mejores bienes humanos en relación con la acción. Las virtudes inferiores a la prudencia son: el deliberar bien, el juzgar bien, y el discernimiento.
Como la sabiduría concierne cosas más elevadas y universales, mientras que la prudencia concierne la verdad en relación con los actos humanos, la sabiduría está por encima de la prudencia, pues su objeto pertenece exclusivamente a la parte superior del alma.

### Libro VII: Impedimentos a la virtud. Apéndice sobre las virtudes éticas: continencia e incontinencia
En este libro Aristóteles va un paso más adelante de Sócrates al distinguir entre, por un lado, el saber qué sería bueno hacer y, por otro, el estar dispuesta a hacerlo. La persona prudente no solamente sabe qué sería bueno hacer, sino que también está dispuesto, mientras que la persona incontinente sabe qué sería bueno hacer, pero no lo logra por indisposición. Así la incontinencia no es un vicio (ni tampoco la continencia una virtud), pues el incontinente se da cuenta de su condición como tal y quiere cambiar. En cambio, quien padece un vicio no se da cuenta de él.
Esta falta de continencia se relaciona con el placer. El hombre busca el placer necesario y el placer que es fin en sí. La incontinencia se refiere más a la falta de control en los placeres necesarios, como la comida y el sexo. La continencia se guía por la elección racional del placer, mientras que la incontinencia piensa lo opuesto y sin embargo, hace lo mismo que haría quien no tiene templanza.
A continuación, Aristóteles analiza la definición que otros autores han dado del placer. Algunos, como Espeusipo, mantenían que no era un bien, mientras que muchos han dicho que sí es un bien, y Eudoxo llegó a decir que era el bien supremo. Aristóteles muestra varios ejemplos para probar que el placer tiene que ser bueno y a la vez que puede conducir al vicio. Esto se debe a que el hombre no tiene una naturaleza simple, sino compleja. Por esto hay varias dificultades, pero al final se puede decir con Espeusipo que el placer no es el bien supremo, y con Eudoxo que sí es un bien.
Aristóteles nombra tres cosas que los humanos deben evitar que tienen que ver con el carácter:
- Males o vicios (kakia), los opuestos de las virtudes. Estos han sido discutidos ya en el Libro II porque, al igual que las virtudes, los vicios son disposiciones estables (hexeis), "conscientemente y deliberadamente elegidas" (Sachs, p.119)
- Incontinencia (akrasia), lo opuesto a la autocontención. A diferencia de los vicios verdaderos, esta es una debilidad donde alguien sigue pasivamente un impulso más bien que una opción deliberada.
- Ser brutal (thêoriotês), lo contrario de algo más humano, algo heroico o semejante a Dios como Homero atribuye a Héctor.[34]

Debido a que el vicio (un mal equivalente a la virtud) ya ha sido discutido en los Libros II-V, en el Libro VII, primero se discute la akrasia y luego la brutalidad.

#### Libro VII. Capítulos 1-10: Auto-dominio
Aristóteles examina diversas opiniones sobre el dominio de sí mismo, sobre todo uno que se asocia con Sócrates. Según Aristóteles, Sócrates argumentó que todo comportamiento desenfrenado debe ser resultado de la ignorancia, mientras que comúnmente se piensa que la persona sin restricciones hace cosas que sabe que son malas, dejando a un lado sus propios cálculos y conocimientos bajo la influencia de la pasión. Aristóteles comienza sugiriendo que Sócrates debe estar equivocado, pero llega a concluir al final del capítulo 3 que "lo que Sócrates buscaba resulta ser cierto". Su forma de acomodar a Sócrates se basa en la distinción entre conocimiento activado o no, por ejemplo en alguien borracho o enfurecido. La gente en tal estado es como un actor o un estudiante que recita una lección de memoria.
Para Aristóteles, la akrasia, "desenfreno", es distinta de la conducta animal, porque es específica para los seres humanos e implica un pensamiento racional consciente sobre qué hacer, a pesar de que las conclusiones de este pensamiento no se ponen en práctica. Cuando alguien se comporta de manera puramente animal, entonces, para bien o para mal, no actúa sobre la base de una elección consciente.
Volviendo a la cuestión de la ira (thumos), Aristóteles la distingue de los deseos porque dice que escucha la razón, pero a menudo la oye mal, como un siervo apresurado o un perro de guardia. Contrasta esto con el deseo, que dice que no obedece a la razón, aunque es frecuentemente responsable del tejido de tramas injustas. También dice que un mal carácter es más natural y menos culpable que el deseo de un excesivo placer innecesario. Y afirma que los actos de arrogancia no son el resultado de la ira, sino que siempre tienen una conexión con la búsqueda del placer, mientras que las personas enojadas actúan por el dolor, y a menudo lo lamentan.
Así que hay dos formas en que la gente pierde el dominio de sus propias acciones y no actúa de acuerdo con sus propias deliberaciones. Una es a través de la excitabilidad, donde una persona no espera la razón sino que sigue la imaginación, a menudo no habiendo estado preparada para los acontecimientos. El otro caso, peor y menos curable, es el de una persona débil que ha pensado las cosas, pero no hace lo deliberado porque es llevado en otra dirección por una pasión. Sin embargo, es mejor tener akrasia que el verdadero vicio de akolasia, donde las elecciones intempestivas son elegidas deliberadamente. Tales personas ni siquiera saben que están equivocados, y no sienten remordimientos. Son aún menos curables.
Por último, Aristóteles aborda algunas de las cuestiones planteadas anteriormente, sobre la base de lo que ha explicado:
- No todo el que se mantiene firme sobre la base de una decisión racional e incluso correcta tiene auto-dominio. Las personas obstinadas son en realidad más parecidas a una persona sin auto-dominio.
- No todo el que no se mantiene firme sobre la base de sus mejores deliberaciones tiene una verdadera falta de auto-dominio. Como ejemplo, nos da el caso de Neoptólemo, en el Filoctetes de Sófocles, que se niega a mentir a pesar de ser parte de un plan con el que estuvo de acuerdo.
- Una persona con juicio práctico (phronesis) no puede tener akrasia. En cambio una persona que carece de auto-dominio puede tener conocimiento, pero no un conocimiento activo al que está prestando atención.

#### Libro VII. Capítulos 11-14: Sobre el placer

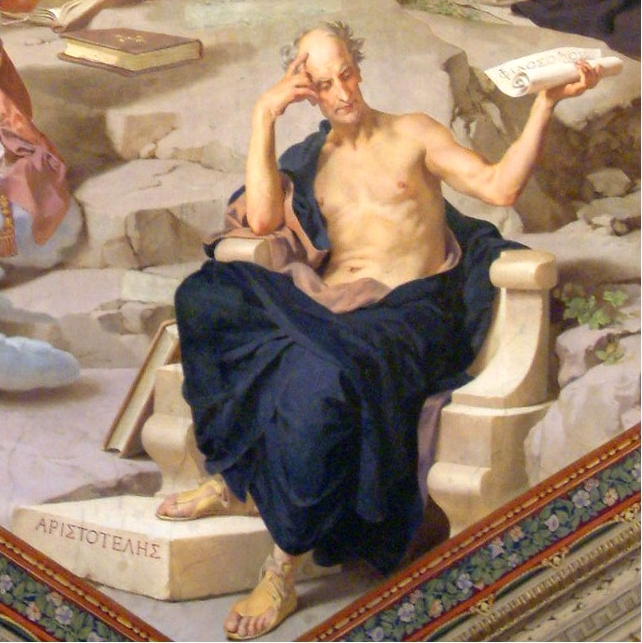
Pintura que representa a Aristóteles con un libro, debido a que habla de la felicidad como la contemplación intelectiva.

Aristóteles discute el placer en dos partes separadas de la ética de Nicómaco (libro 7 capítulos 11-14 y libro 10 capítulos 1-5). Platón había discutido temas similares en varios diálogos, incluyendo la República, Philebus y Gorgias.
En el capítulo 11, Aristóteles examina algunas de las cosas que se han dicho acerca del placer y particularmente por qué puede ser malo. Pero en el capítulo 12 dice que ninguna de estas cosas demuestra que el placer no es bueno, ni lo mejor. En primer lugar, lo que es bueno o malo no tiene por qué ser bueno o malo simplemente, pero puede ser bueno o malo para una persona determinada en un momento determinado. En segundo lugar, según la forma de Aristóteles de analizar la causalidad, una cosa buena o mala puede ser una actividad ("estar en el trabajo", energeia), o bien una disposición estable (hexis). Los placeres de ser restaurado en un hexis natural son accidentales y no naturales, por ejemplo el placer temporal que puede venir de un sabor amargo. Las cosas que son agradables por naturaleza son actividades que son agradables en sí mismas y no implican ningún dolor o deseo. El ejemplo que Aristóteles da de esto es contemplación. En tercer lugar, tales placeres son formas de actuar que terminan en sí mismas, no solo un proceso de llegar a algún nivel superior. Incluso si una persona templada evita los excesos de algunos placeres, todavía tienen placeres.
El capítulo 13 comienza con el dolor, diciendo que es claramente malo, ya sea en un sentido simple o como un impedimento para las cosas. Sostiene que esto deja claro que el placer es bueno. Rechaza el argumento de Espeusipo de que el placer y el dolor son solo diferentes en grado. Aristóteles se centra en la idea de que el placer no esté obstaculizado difícilmente puede ser bueno, aunque sería cierto que la felicidad (eudaimonia) puede ser una actuación sin impedimentos. Aristóteles apela a la opinión popular de que el placer de algún tipo es lo que la gente apunta, y sugiere que el placer corporal, aunque podría ser el tipo más obvio de placer, no es el único tipo de placer. Señala que si el placer no es bueno, entonces una persona feliz no tendrá una vida más agradable que otra, y no tendría ninguna razón para evitar el dolor.
El capítulo 14 señala primero que cualquier nivel de dolor es malo, mientras que en cuanto al placer, solo los placeres corporales excesivos son malos. Finalmente, pregunta por qué la gente se siente tan atraída por los placeres corporales. Aparte de las depravaciones naturales y los casos en que un placer corporal viene del restablecimiento de la salud, Aristóteles afirma una razón metafísica más compleja, que es que para los seres humanos el cambio es dulce, pero solo a causa de una deficiencia en nosotros, que es parte de todo humano ya que tenemos una naturaleza perecedera, y "una naturaleza que necesita cambios [..] no es simple ni buena". Dios, por el contrario, "goza de un solo y sencillo placer perpetuamente".

### Libro VIII: Sobre la amistad
El libro VIII está dedicado al tema de la amistad que define como un fenómeno universal y necesario a todo humano. Es más excelsa que la justicia porque puede existir sin ella. Pero no todos están de acuerdo sobre su naturaleza. Según Aristóteles, la amistad es virtud o algo acompañado de virtud. El concepto de amistad en los autores clásicos designa al término philia, que no es un equivalente al que actualmente se entiende por relaciones de amistad. Por philia, Aristóteles entiende, en función del contexto y las circunstancias en su Ética nicomáquea:
“Jóvenes amantes (1156b2), amigos de toda la vida (1156b12), ciudades entre sí (1157a26), contactos políticos o de negocios (1158a28), padres e hijos (1158b20), compañeros de viaje y compañeros de combate (1159b28), miembros del misma sociedad religiosa (1160a19), o de la misma tribu (1161b14), un zapatero y la persona que le compra (1163b35)”
Su principio consiste en una benevolencia recíproca. Se ama algo porque es bueno en sí, bueno para mí, o agradable y lo respeto tal y como es, lo acompaño en las buenas y en las malas. La amistad requiere ser el uno para el otro, requiere reciprocidad. Por lo tanto, el amor de amistad necesita que el amigo quiera al otro y, por lo tanto, se excluye las relaciones con objetos inanimados (1155b27–31). Sin embargo, resultar agradable o ser útil son situaciones más pasajeras que el ser honesto. La verdadera amistad -de la cual los otros dos tipos participan analógicamente es la amistad honesta, que busca al otro por lo que el otro es y no porque sea bueno para mí o porque me dé algún placer. Esta amistad es un estado superior a una actividad o a una emoción, pues perdura en el tiempo entre dos personas con la elección racional de ambas. En cuanto a los esclavos, al ser instrumentos vivos, no hay nada de común y "no se puede ser, pues, amigo suyo", pero como hombre se puede "porque parece ser de cierta justicia entre un hombre y otro el que ambos participen de un sistema de ley o sean parte de un contrato; por consiguiente, puede también existir amistad con él en cuanto es hombre". (1161b)
Después de considerar la amistad en general, Aristóteles explica diversos tipos de amistad a partir de la igualdad y de la reciprocidad que son sus elementos propios.

### Libro IX: Sobre la amistad (cont.). La amistad relativa a sus causas y a la felicidad
Tras analizar la definición de la amistad, Aristóteles quiere mostrar sus características y el modo en que se relaciona con la ética. La amistad es recíproca, y lo que uno da el otro lo debe de pagar de alguna manera. La desigualdad y la decepción rompen las amistades y este efecto sirve para mostrar la raíz de la amistad.
El fundamento de la amistad es el amor verdadero a sí mismo. Cada hombre bueno es amigo de sí porque disfruta de su pasado y de su futuro, mientras que el malvado está en guerra constante dentro de sí, y entonces la amistad es difícil. Si alguien se ama a sí mismo, sabrá amar a los demás, y por eso puede comenzar una amistad. El primer principio es la buena voluntad, pero no es suficiente, ya que requiere también el afecto y la intimidad. Otro principio es el sufrimiento, ligado al afecto, y estriba en que uno ama más lo que más le ha costado, de tal manera que en una relación de bienhechor con beneficiado, es el bienhechor quien ama más, pues ha empleado lo que le pertenecía para el bien del otro.
Este amor a sí mismo tiene que ser verdadero. El falso amor de sí se llama egoísmo. El amor verdadero se encuentra en buscar el fin verdadero para el hombre, que es el intelecto, lo noble. Así se podrá sacrificar por sus amigos. Pero como busca el verdadero fin, también sus amigos buscarán el mismo fin, pues el hombre busca lo que le asemeja, y si tuvieran diversos fines, la convivencia no sería posible.
Los amigos virtuosos son necesarios para la felicidad, pues el hombre es un "animal social", necesitado de otros seres humanos de quienes depende y con quienes puede compartir. Los amigos son el bien externo más grande para el hombre.

### Libro X: Naturaleza del placer y de la felicidad
Aristóteles comienza el último libro retomando el tema del placer del libro siete, debido a la importancia que esta tiene en relación con la felicidad y su correcta definición. El placer es lo que completa una actividad como consecuencia, y no como si la actividad fuera el placer. Para obrar éticamente, para llegar a la verdadera felicidad, el placer tiene que regirse por la actividad característica del ser humano. Así, el hombre perverso encontrará placer en lo que no es un bien, mientras que el hombre bueno lo encontrará en el bien.
Entonces, la felicidad es una actividad que tiene fin en sí y no en otra actividad, y además es autosuficiente y se actúa de acuerdo con la virtud. La felicidad no es la actividad en consonancia con cualquier virtud, sino con la más excelsa virtud, y ésta dependerá de la facultad más excelsa: en el caso del hombre el intelecto. Por tanto, la felicidad es la vida de acuerdo con el intelecto, o la contemplación acompañada por los demás aspectos propiamente humanos (amistad, bienestar, etc.).
Pero Aristóteles había dicho que se requiere la virtud, y no deja de lado este aspecto esencial, sino que muestra que la felicidad misma se encuentra también, pero de modo análogo, en la virtud del carácter, de modo que los hábitos de virtud que se han logrado conllevan el placer. Además, la contemplación se logra en esta vida solamente con las virtudes.
Para llegar a formar el hábito necesario a esta felicidad, se necesita la educación, y esto requiere una legislación. Pero para formular leyes buenas, se requiere la experiencia. Por ello, hace falta estudiar la política y con esta invitación, Aristóteles concluye su obra.

#### Libro X. Capítulos 1-5: La teoría del placer
Aristóteles comienza cuestionando la regla por la que la gente piensa que el placer debe ser evitado porque la gente tiende demasiado hacia la búsqueda del placer. Sostiene que las acciones de las personas demuestran que esto no es realmente lo que creen. Repasa algunos argumentos de filósofos anteriores, incluyendo el primer Eudoxo y Platón, para argumentar que el placer es claramente un bien perseguido por sí mismo, aunque no sea el Bien, es decir, lo que todas las cosas buenas tienen en común.
En el capítulo 3 Aristóteles aplica al placer su teoría del movimiento (kinēsis) como una energeia como se explica en su Física y Metafísica. En términos de este acercamiento, el placer no es un movimiento o (kinēsis) porque a diferencia del movimiento de caminar a través de una habitación específica, o de construir una casa, o una parte de una casa, no tiene un punto final cuando podemos decir que ha terminado. Es más como ver lo que está pasando de una manera completa o no sucediendo. "Cada momento de la conciencia placentera es un todo perfecto".
Una percepción sensorial como la vista está en perfecta actividad (teleia energeia) cuando está en sus mejores condiciones y dirigida a los mejores objetos. Y cuando cualquier sentido está en una actividad tan perfecta, entonces hay placer, y de igual modo el pensamiento (dianoia) y la contemplación (theōria) tienen placeres asociados. Pero ver, por ejemplo, es un todo, como es el placer asociado. El placer no completa la visión o el pensamiento, sino que es una actividad extra, de la misma manera que una persona sana puede tener una buena "sensación de bienestar". 
Esto plantea la cuestión de por qué el placer no dura, sino que parece que se desvanecen como si nos cansáramos. Aristóteles propone como solución a esto que el placer es perseguido por el deseo de vivir. La vida es una actividad (energeia) compuesta de muchas actividades como la música, el pensamiento y la contemplación, y el placer trae la complementación extra mencionada a cada uno de estas, llevando a la realización y haciendo a la vida digna de elección. Aristóteles dice que podemos desechar la cuestión de si vivimos por placer o elegimos el placer por el bien de vivir, pues las dos actividades parecen incapaces de ser separadas.
Las diferentes actividades de la vida, las diferentes percepciones de los sentidos, el pensar, contemplar, dan placeres diferentes, y estos placeres hacen que las actividades crezcan, por ejemplo un tañedor de flauta quiere tocarla mejor ya que también podrá obtener más placer de ella. Pero estos placeres y sus actividades asociadas también se excluyen el uno con el otro, así como un tañedor de flauta no puede participar en una discusión mientras toca. Esto plantea la pregunta de cuáles son los placeres que hay que perseguir. Algunos placeres son más hermosos y algunos son más básicos. Aristóteles clasifica algunos de ellos como sigue:
- pensamiento
- visión
- audición y olfato
- gusto

Aristóteles también sostiene que cada tipo de animal tiene placeres apropiados para él, y de la misma manera puede haber diferencias entre las personas en los placeres son más adecuados para ellos. Aristóteles propone que sería más hermoso decir que la persona de alta estatura moral es el estándar apropiado, con lo que disfruta por ser lo más agradable.

#### Libro X. Capítulos 6-8: Felicidad
Volviendo entonces a la felicidad, el fin de toda la Ética; según la definición original del Libro I, es la actividad elegida por su propio bien por una persona moralmente seria y virtuosa. Esto plantea la cuestión de por qué el juego y los placeres corporales no pueden ser la felicidad, porque, por ejemplo, los tiranos a veces eligen este estilo de vida. Pero Aristóteles compara a los tiranos con los niños, y sostiene que el juego y la relajación se ven mejor no como fines en sí mismos, sino como actividades en aras de una vida más seria. Cualquier persona al azar puede disfrutar de placeres corporales, incluyendo un esclavo, y nadie querría ser un esclavo. 
Aristóteles dice que si la felicidad perfecta es una actividad de acuerdo con la virtud suprema, entonces esta virtud más alta debe ser la virtud de la parte más alta, y Aristóteles dice que debe ser el intelecto (nous). Esta mayor actividad, dice Aristóteles, debe ser la contemplación o el pensamiento especulativo (energeia ... theōrētikē). Esta es también la actividad más sostenible, agradable y autosuficiente. (En contraste con la política y la guerra, no implica hacer cosas que preferimos no hacer, sino algo que hacemos en nuestro tiempo libre). Sin embargo, Aristóteles dice que este objetivo no es estrictamente humano y que lograrlo significa vivir de acuerdo no con nuestros pensamientos mortales, sino con algo inmortal y divino que está dentro de los seres humanos. Según Aristóteles, la contemplación es el único tipo de actividad feliz que no sería ridículo imaginar que los dioses tengan. El intelecto es, de hecho, el verdadero yo de cada persona, y este tipo de felicidad sería la felicidad más adecuada para los seres humanos, siendo la felicidad (eudaimonia) y el intelecto (nous) las cosas que otros animales no tienen. Aristóteles también afirma que, en comparación con otras virtudes, la contemplación requiere menos en términos de posesiones y permite la mayor autosuficiencia ", aunque es cierto que, siendo hombre y viviendo en la sociedad de otros, necesitará bienes externos para continuar su vida como ser humano ".

#### Libro X. Capítulo 9: La necesidad de educación, habituación y buenas leyes
Finalmente, Aristóteles repite que la discusión de la Ética no ha alcanzado su objetivo si no tiene ningún efecto en la práctica. Las teorías no son suficientes. Sin embargo, la práctica de la virtud requiere buena educación y habituación desde una edad temprana en la comunidad. De otra manera, los jóvenes nunca llegan a experimentar las más altas formas de placer y se distraen con las más fáciles. Mientras que los padres intentan a menudo hacer esto, es crítico que haya también buenas leyes en la comunidad. Pero en cuanto a esta necesidad de buenas leyes y educación, Aristóteles dice que siempre ha habido un problema, que ahora trata de abordar: a diferencia de la ciencia médica, los teóricos de la felicidad y los maestros de la virtud como los sofistas no tienen experiencia práctica, mientras que los buenos padres y los legisladores nunca han teorizado y desarrollado un enfoque científico para analizar cuáles son las mejores leyes. Además, muy pocos legisladores han hecho de la educación el foco de la formulación de leyes, como deberían hacerlo. La educación debe ser más como la medicina, con la práctica y la teoría, y esto requiere un nuevo enfoque para estudiar la política. Dicho estudio debería ayudar a las comunidades donde las leyes no son buenas y los padres deben tratar de crear los hábitos correctos en los propios jóvenes sin la ayuda adecuada de los legisladores.
Aristóteles cierra la Ética de Nicómaco, por lo tanto, anunciando un programa de estudio en la política, incluyendo la recopilación de estudios de diferentes constituciones, y los resultados de este programa se supone generalmente que figuran en su obra que se conoce como la Política.

## Recepción

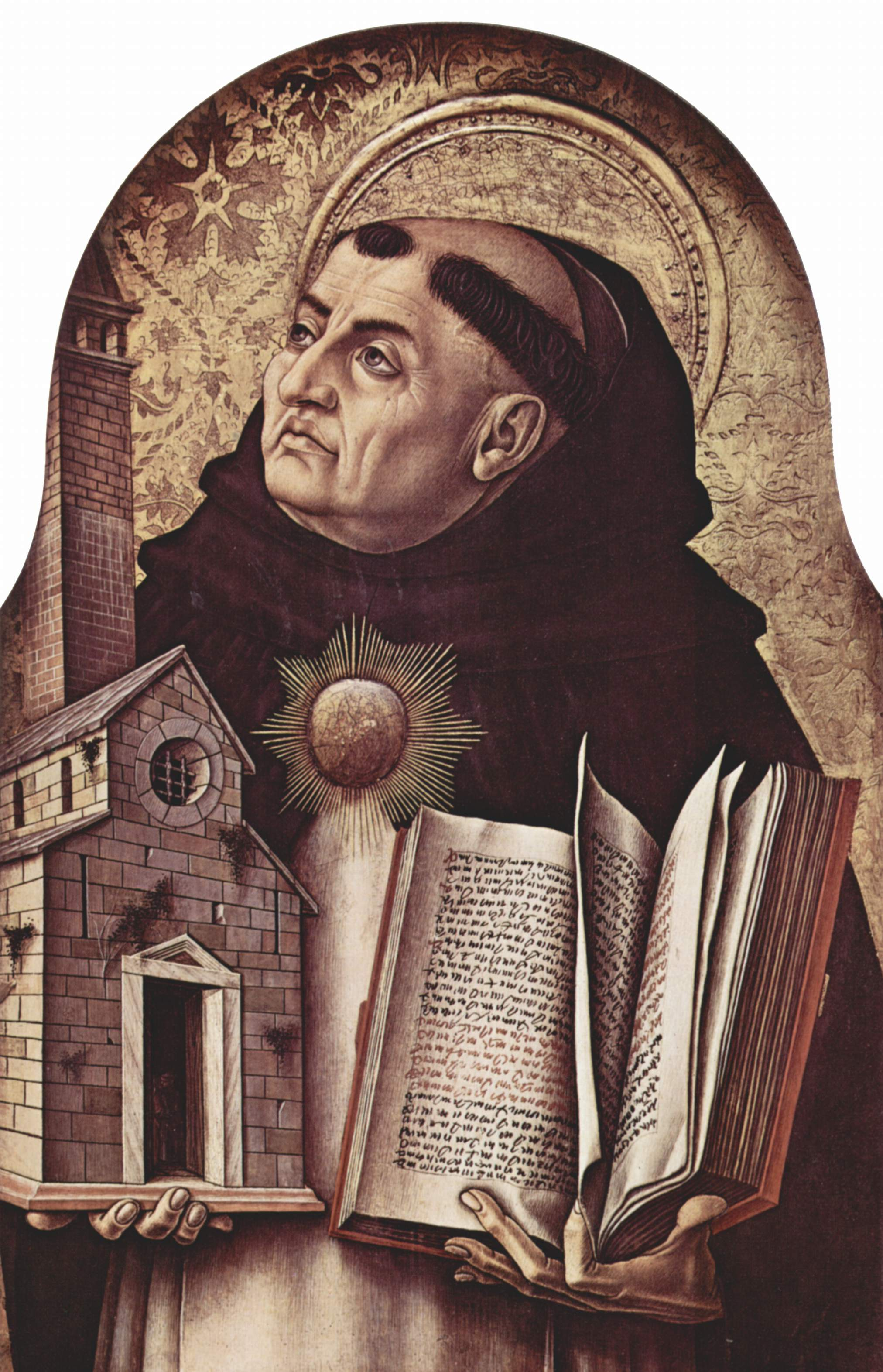
Tomás de Aquino es uno de los más importantes comentadores de la Ética a Nicómaco en la Edad Media.

La filosofía ética surgida de estos tratados de Aristóteles es conocida como eudemonismo debido al lugar que ocupa la noción de felicidad como finalidad del acto moral. Sin embargo, hay que aclarar que la felicidad de la que se habla aquí es la contemplación, una virtud solo parcial, porque en sí no comporta el ser bueno, sino el actuar bien con el intelecto. Por otro lado y a modo de complemento está la necesidad de llegar a la virtud de carácter, que implica vivir la prudencia y la justicia.
Para los filósofos posteriores, la Ética a Nicómaco ha sido siempre una obra fundamental, estén o no de acuerdo con sus postulados. El comentario más antiguo que se conserva hoy sobre la Ética a Nicómaco fue escrito por Aspasio en el siglo II. La ética de Aristóteles ha llevado a diversas conclusiones. Al inicio llevó a sus seguidores al materialismo. Los filósofos árabes Avicena y Averroes la usaron y por medio de ellos llegó al escolasticismo del siglo XIII con autores como Alberto Magno y Tomás de Aquino, quienes la transformaron en uno de los fundamentos naturales de la ética. Otros han rechazado esta ética explícitamente, como los estoicos y los epicúreos.
Su éxito se puede ejemplificar con la sentencia tan repetida: "en el medio está la virtud" y la concepción de la felicidad como fin y consecuencia de virtud.
También se expone la idea de placer y felicidad que van ligados.